# 遠藤常友
遠藤 常友（えんどう つねとも）は、美濃八幡藩の第3代藩主。三上藩遠藤家3代。第2代藩主・遠藤慶利の長男。母は板倉重宗の娘。正室は戸田氏信の娘。側室もいた。慶澄・常季とも名乗った。

## 生涯
正保3年（1646年）に父の死去で家督を継ぐと、常友と名乗った。このとき、弟の常昭と常紀に2000石と1000石を分与している。この2人の系統は旗本として明治維新まで存続した。藩政においては新田奉行を設置して新田開発に努め、居城の規模拡大や城下町の建設に尽力した。文化的にも優れた人物で、歌道の嗜みがあり、先祖東常縁の歌を編集して『常縁集』を編纂した。能楽や絵画などにも造詣が深かった。
慶安4年（1651年）、大坂加番に任じられた。寛文7年（1667年）に城を大改修し、郡上八幡藩遠藤家は「城主格」から正式な「城主」として遇されることとなった。
しかし晩年には二日町騒動、名主騒動などが起こって、藩政は多難を極めた。延宝4年（1676年）5月4日、49歳で死去した。跡を次男の常春が継いだ。
戸田氏信の娘を正室とし、正室が生んだ常春が跡を継いだことから、戸田家は遠藤家の親類として、以後の藩政や家督相続にたびたび関わることになった。